# Mavilayi
Mavilayi es una ciudad censal situada en el distrito de Kannur en el estado de Kerala (India). Su población es de 12286 habitantes (2011). Se encuentra a 12 km de Kannur y a 80 km de Kozhikode.

## Demografía
Según el censo de 2011 la población de Mavilayi era de 12286 habitantes, de los cuales 5593 eran hombres y 6693 eran mujeres. Mavilayi tiene una tasa media de alfabetización del 96,63%, superior a la media estatal del 94%: la alfabetización masculina es del 98,31%, y la alfabetización femenina del 95,26%.